# 1875 v dopravě
Tento článek obsahuje seznam událostí souvisejících s dopravou, které proběhly roku 1875.

## Květen
- 10. květen

 V Praze bylo otevřeno Severozápadní nádraží Rakouské severozápadní dráhy, později zvané Denisovo nádraží, Vltavské nádraží a Praha-Těšnov.

## Srpen
- 23. srpna

Buštěhradská dráha otevřela svou druhou přeshraniční spojnici - železniční trať Křimov – Reitzenhain